# Рассудово (остановочный пункт)
Рассу́дово — остановочный пункт Киевского направления Московской железной дороги, расположен на территории города Москвы в Троицком административном округе. В справочниках системы цифрового обозначения железнодорожных станций на территории стран СНГ и Балтии (ECP) имеет собственный действительный код - 181117.

## Краткая характеристика
Остановочный пункт расположен в 54 километрах от Киевского вокзала рядом с посёлком Рассудово в поселении Новофёдоровское Троицкого административного округа Москвы. Время движения от Киевского вокзала в среднем — около одного часа.
К юго-западу от него расположен посёлок Пахорка, к северо-западу — деревня Рассудово, к востоку — посёлок Рассудово, к северу — железнодорожный переезд через дорогу, ведущую к автомагистрали «Украина», которая проходит к востоку от посёлка Рассудово.
По обеим сторонам остановочного пункта находятся конечные остановки автобусов. Конечная остановка с западной стороны оборудована поворотным кругом, въезд на который запрещён всем транспортным средствам кроме автобусов.

### Движение
На Рассудово останавливаются большинство пригородных поездов, следующих с Киевского вокзала до Калуги I, Малоярославца, Обнинского, Нары и в обратном направлении. Пассажирские и скорые поезда дальнего следования, а также региональные и межрегиональные электропоезда-экспрессы на Рассудово не останавливаются.

## Наземный общественный транспорт
На этой станции можно пересесть на следующие маршруты городского пассажирского транспорта:
- Автобусы: 868